# Dubaï (ville)
Pour les articles homonymes, voir Dubaï.
Dubaï ou Doubaï (en arabe : دبي / Dubayy, /dʊ.ˈbajj/) est la première ville des Émirats arabes unis (devant la capitale fédérale Abou Dabi). Située sur le golfe Persique, elle est la capitale de l'émirat de Dubaï, et compte plus de trois millions d'habitants. Elle forme, avec les villes de Charjah, Ajman et Oumm al Qaïwaïn, elles-mêmes capitales de leurs émirats respectifs, une agglomération qui dépasse 3,5 millions d'habitants en 2022. Dubaï est également le premier port du pays.
Fondée au XVIIIe siècle, Dubaï reste un bourg modeste et isolé du monde qui vit essentiellement de la pêche aux perles à la fin du XIXe siècle. À cette époque, la ville et l'émirat qui l'entoure prennent de l'importance en participant à la création des États de la Trêve (en anglais : Trucial States) en 1853.
Elle connaît une période difficile pendant l'entre-deux-guerres, avant d'entrer de plein fouet dans la modernité dans la deuxième partie du XXe siècle. Elle participe à la création des Émirats arabes unis actuels en 1971. Son émir en assure la vice-présidence.
Quoique n'étant pas la capitale des Émirats arabes unis, Dubaï est devenue la ville la plus connue de la fédération. Cette renommée est due notamment à la médiatisation de ses projets touristiques comme l'hôtel Burj-al-Arab, l'hôtel le plus luxueux de Dubaï, au gigantisme de ses projets immobiliers comme les Palm Islands, presqu'île et archipel artificiels en forme de palmier, The World, archipel artificiel qui reproduit la carte du monde, la Dubaï Marina à l'architecture particulière et gigantesque, ou encore l'immeuble le plus haut du monde, la Burj Khalifa. Ces projets, revendiqués par le gouvernement, sont présentés comme étant un moyen de devenir la première destination mondiale du tourisme de luxe, et un des pôles mondiaux du tourisme familial, d'affaires, commercial, etc.
Dubaï se trouve à 130 km au nord-est d'Abou Dabi, la capitale de l'union, à 362 km à l'ouest-nord-ouest de Mascate et à 60 km environ de la frontière avec l'Oman, à 864 km à l'est de Riyad et à 1 226 km au sud-sud-est de Téhéran. La ville fut créée dans une boucle du bras de mer, le Khor Dubaï, qui s'insinue dans le désert et qui constitue un port naturel. Le centre de la ville, qui garde un caractère arabe, est constitué de petits immeubles et de ruelles étroites. Les nouveaux quartiers s'étalent quant à eux dans le désert et le long de la côte ouest en direction du sud et représentent une vaste agglomération avec Ali, Umm Suqueim (ou Umm Suqeim (en)), Al Barsha, Jumeirah, Bur Dubaï et Deira.
Ces nouveaux quartiers, créés de toutes pièces, sont constitués de grands immeubles, de résidences et de maisons individuelles. Ils s'organisent au sud de part et d'autre de la Sheikh Zayed Road, la plus grande artère des Émirats arabes unis et futur centre urbain de l'agglomération. Bordée de gratte-ciel (573 dans l'émirat), elle permet de relier les zones résidentielles aux complexes touristiques construits ou en construction qui se trouvent au sud de la ville : Palm Islands, The World, Dubaï Waterfront, Ski Dubaï, Dubaï Marina, Dubai Mall, l'hôtel Burj al-Arab, la Burj Khalifa, Dubaïland, etc.

## Démographie
La ville de Dubaï connaît une importante expansion démographique depuis quelques années : la population était de 265 702 habitants en 1980, 669 181 en 1995, un million en 2004, 1 700 234 en 2006 et près de 2,2 millions en 2011 (en 2010, la ville recevait 10 000 nouveaux habitants par mois). En 2018, le centre des statistiques de Dubaï déclarait 2 998 326 habitants, ce qui en fait la ville la plus peuplée des Émirats arabes unis.
Cependant, les chiffres sont encore plus élevés si on compte l'ensemble de la conurbation de Dubaï, qui comprend également Charjah et Ajman (elles-mêmes capitales de leurs émirats respectifs) : sur cette base, on peut compter 2,7 millions d'habitants en 2007.
Seuls 5 % des habitants sont des nationaux.

## Climat
Dubaï possède un climat subtropical et aride, avec de fortes chaleurs et des vents parfois violents en période estivale.
| Mois                              | jan. | fév. | mars | avril | mai  | juin | jui. | août | sep. | oct. | nov. | déc. |
| --------------------------------- | ---- | ---- | ---- | ----- | ---- | ---- | ---- | ---- | ---- | ---- | ---- | ---- |
| Température minimale moyenne (°C) | 13,7 | 14,5 | 17   | 20,1  | 23,5 | 26,1 | 28,9 | 29,3 | 26,3 | 22,7 | 18,3 | 15,4 |
| Température maximale moyenne (°C) | 24   | 24,6 | 27,9 | 32,4  | 36,8 | 38,8 | 40,6 | 40,4 | 38,7 | 35,1 | 30,5 | 26,2 |
| Précipitations (mm)               | 11,3 | 35,7 | 22,4 | 7,6   | 0,7  | 0    | 0    | 0    | 0    | 0    | 1,8  | 14,3 |

## Histoire

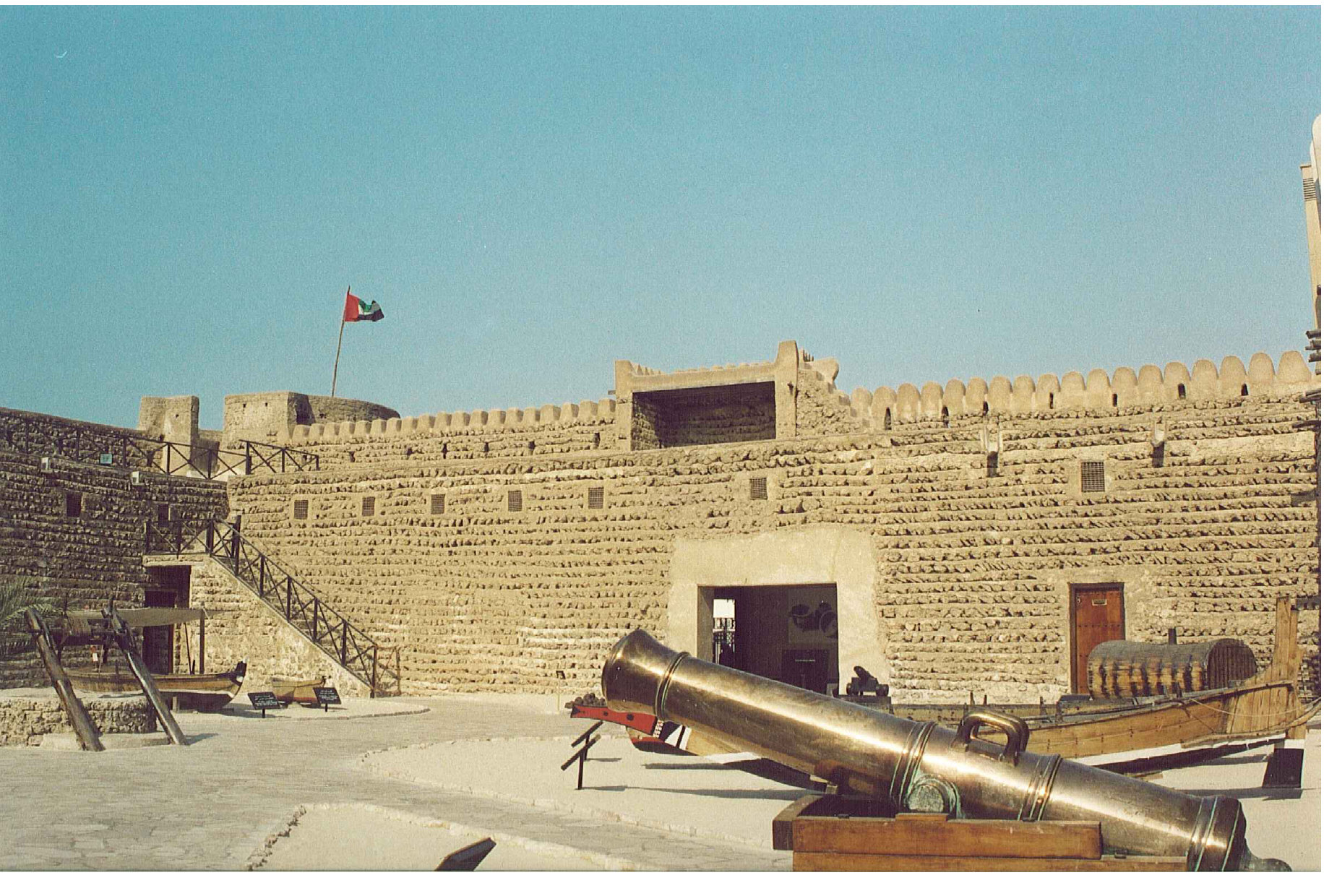
Le fort d'Al Fahidi, construit en 1799, est le plus ancien monument de Dubaï encore debout. Il est possible de le visiter.

La première mention du site de Dubaï remonte au Livre de géographie de l'Andalou Al-Bakri au Xe siècle. Localisé dans une des régions les plus inhospitalières d'Arabie, Dubaï demeure longtemps éclipsé par ses voisins, notamment Charjah et Ras el Khaïmah, au nord-est et près du détroit d'Ormuz, et Abou Dabi, au sud-ouest. En 1580, le marchand vénitien Gaspero Balbi, en voyage dans la région, évoque Dibei, bourgade probablement composée de quelques habitations, qu'il associe aux activités de pêche aux perles. Celle-ci demeurera l'activité principale dans la région, avec l'agriculture vivrière. Cependant, jusqu'à la fin du XVIIIe siècle, Dubaï est insignifiant par rapport aux autres ports précités, ainsi que Sohar (Oman), Ormuz, Bandar Lengueh (Iran), Dibba et Khor Fakkan (golfe persique).

### Préhistoire et période pré-islamique
On n'a guère de témoignages concernant des périodes plus anciennes. Récemment, des fouilles ont permis la découverte d'un marais de mangrove installé là où se trouve Dubaï au VIIe millénaire av. J.-C. Le sable aurait recouvert la localité il y a 5 000 ans, en faisant une petite crique naturelle. Des céramiques des IIIe et IVe siècles ont été retrouvées, ainsi que des églises nestoriennes (à Abou Dabi). Avant la conversion à l'islam du VIIe siècle, les tribus locales vénéraient les étoiles, la Lune et le Soleil, ou Bajir.

### XVIIIeetXIXesiècles
En 1799, alors que les Wahhabites du Nejd étendaient leur territoire, la tribu bédouine des Bani Yas, avec à leur tête Al-Abu Falasa, poursuivit les activités de pêche, notamment de perles, bénéficiant du port naturel formé par le Khor Dubaï. Selon un témoignage du lieutenant britannique Cogan de 1822, le bourg de Dubaï hébergeait alors 1 000 âmes, plus chèvres et chameaux.
En 1833, à la suite d'une dispute tribale qui eut lieu dans l'oasis de Liwa, foyer des Bani Yas, durant laquelle le Sheikh Tanun fut assassiné par son frère Khalifa qui réprima ensuite durement les velléités de résistance ; 800 Bédouins de la famille Al Bu Falah fuirent Liwa et vinrent s'installer à Dubaï.

## Transports
La ville de Dubaï s'est dotée d'infrastructures de transport à la mesure de son développement économique et démographique.

### Transport aérien
L'aéroport international de Dubaï sert de plate-forme de correspondance à la compagnie aérienne Emirates. Il a une capacité d'accueil de 70 millions de passagers depuis 2007. À terme, jusqu'à vingt-six Airbus A380 pourront être reliés en même temps au terminal. L'atterrissage d'un Airbus A340 est facturé 1 274 euros. Le kérosène coûte 10 % moins cher qu'ailleurs.
Il est le deuxième aéroport au niveau mondial selon le nombre total de passagers et le premier selon le nombre de passagers internationaux avec 92,3 millions de passagers (chiffres provisoires 2024).

### Transport maritime

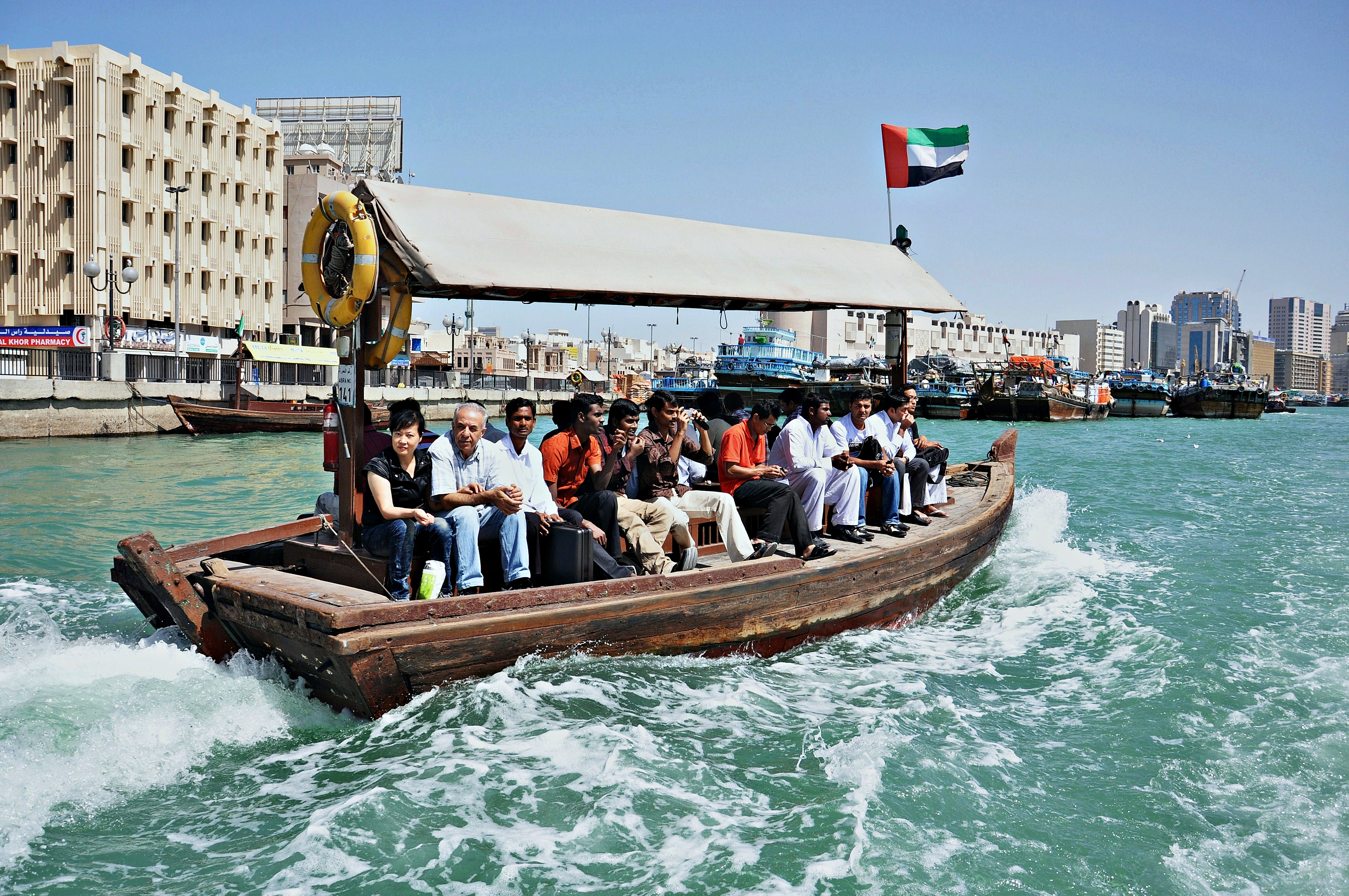
Un abra sur le bras de mer de Dubaï.

Le transport maritime est représenté par des bateaux-navettes en bois (les abras) qui traversent le Khor Dubaï en dix minutes et permettent de relier facilement Deira à Bur Dubaï.
Les infrastructures portuaires de l'émirat se sont largement développées ces dernières années et les ports de Dubaï ont largement profité de cette amélioration, puisqu'ils occupaient en 2023 la neuvième place des ports à conteneurs, derrière Tianjin (8e rang) et devant Hong Kong (10e rang).
La ville compte différents ports : le port de Jebel Ali, le port Rashid et le Khor Dubaï. Les deux premiers sont de grands ports qui accueillent des navires de gros tonnage et le dernier, plus traditionnel, abrite les bateaux de transport en bois, les dhows, et est consacré au commerce avec l'Iran et les autres pays du golfe Persique.

### Transport routier

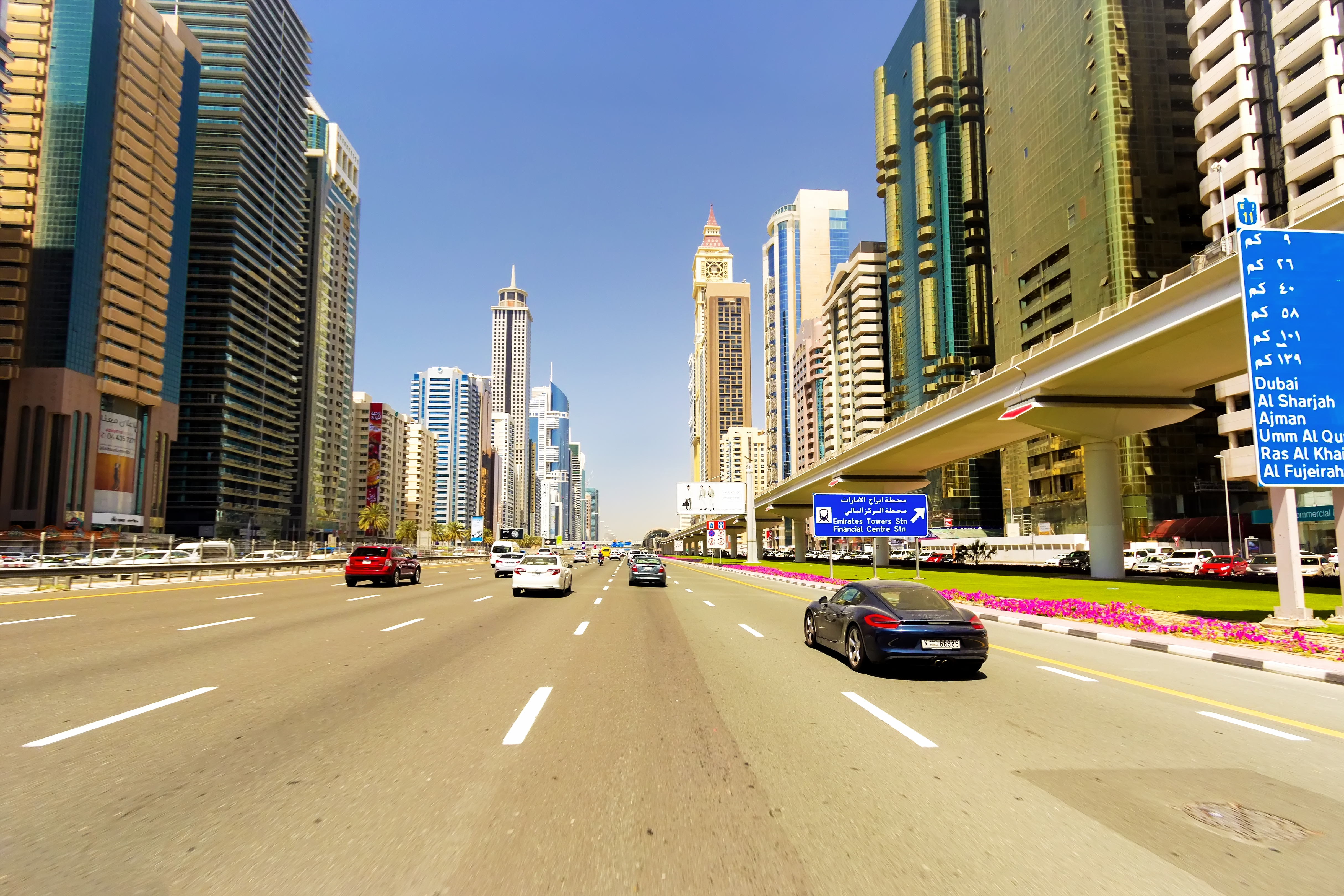
La Sheikh Zayed Road.

Le réseau routier est constitué de larges avenues et autoroutes, dont la Sheikh Zayed Road est l'exemple le plus connu. Ce réseau crée un maillage reliant les différentes zones résidentielles, de travail et touristiques de l'agglomération de Dubaï. Afin de permettre la traversée du Khor Dubaï, le tunnel routier sous-marin de Shindanaga a été construit en bord de mer. Dubaï a aussi la réputation d'être la ville des pays riches qui compte le plus d'accidents et de morts sur les routes. On estime qu'il y a un accident toutes les trois minutes à Dubaï, ce qui contribue à l'engorgement du réseau routier. Pour financer les infrastructures routières, un télépéage, le salik, a été mis en place au 1er juillet 2007.
La sixième traversée du Khor Dubaï, un pont de douze voies de circulation (2×6 voies), de 1,7 km de longueur, 205 m de hauteur et d'une largeur de 64 m, est en cours de construction (en mars 2008). Ce pont, le plus long pont en arc du monde, désenclavera la région d'Al Jaddaf. Les travaux dureront quatre ans pour un montant estimé à 817 millions de dollars (556 millions d'euros).

### Transport urbain

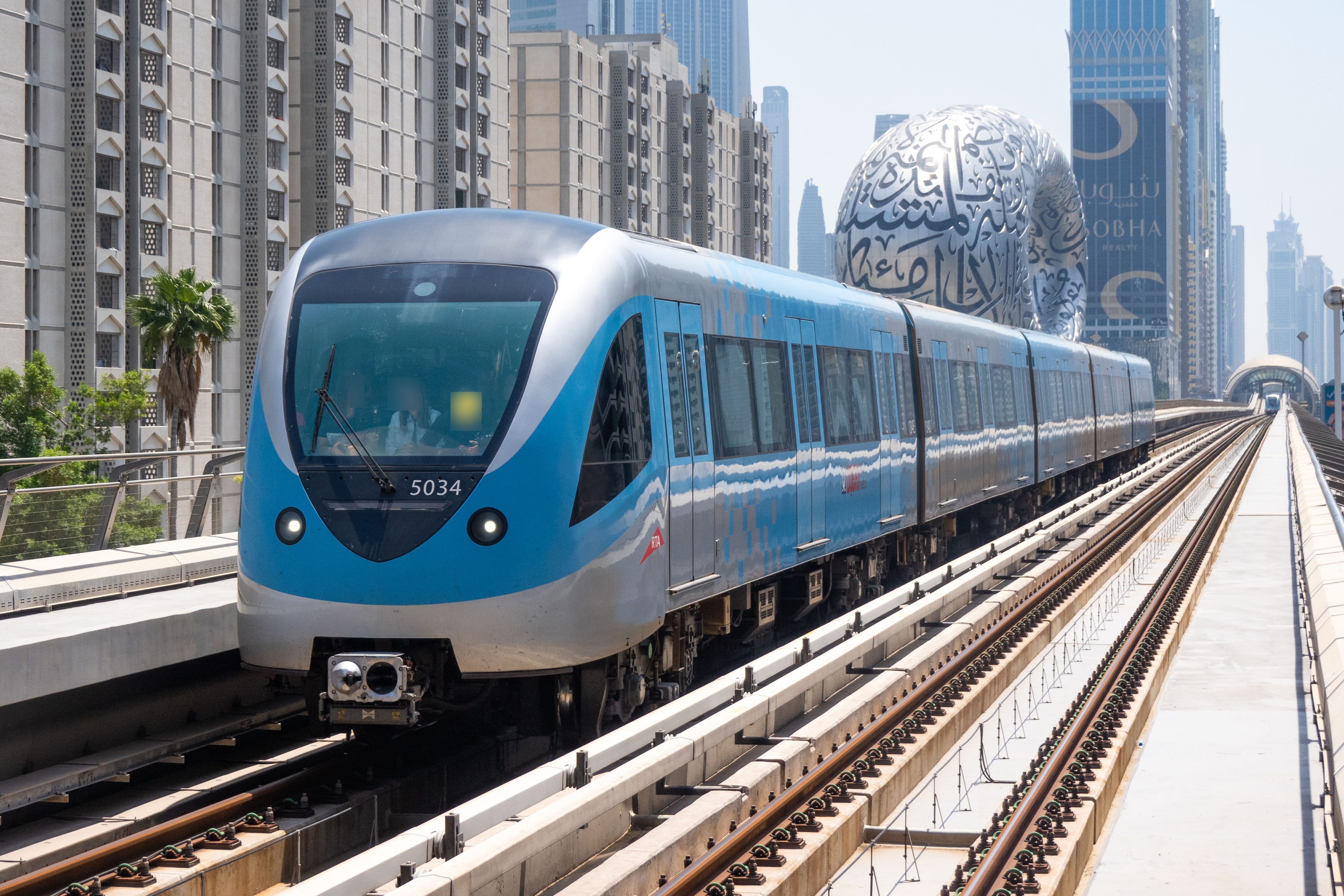
Ligne rouge du métro de Dubaï.

Pour pallier la saturation du réseau d'autobus, constitué de 108 lignes et emprunté par 200 000 passagers chaque semaine, trois lignes de métro ont été inaugurées partiellement en 2009 et en totalité en 2012.
La ligne verte en forme de « U » autour du Khor Dubaï reliera Deira et Bur Dubaï au centre-ville tandis que la ligne rouge reliera Jebel Ali au Dubaï International Airport. Ces deux lignes mesureront 70 kilomètres et compteront 43 stations (33 souterraines et dix en surface). Récemment, la construction d'une autre ligne de 47 kilomètres (mauve) a été annoncée. Elle devrait relier le nouvel aéroport en construction (le Dubai World Central) à Jebel Ali.
Un tramway, dont la construction a débuté en 2009 et comptant 14 km de ligne pour 19 stations, a été mis en service en 2014.
Enfin, pour compléter ces réseaux de transport en commun en site propre, il est envisagé de construire sept monorails afin de les connecter à différents sites comme Dubaïland, Jumeirah Palm, etc. Les taxis sont très nombreux à Dubaï et on en trouve partout. Ils constituent le moyen de transport non personnel le plus utilisé par les Émiratis.

## Tourisme

Logo touristique de Dubaï.

En décembre 2020, des milliers de Français ont passé des vacances de fin d'année à Dubaï, fuyant les restrictions liées au Covid-19 pratiquées ailleurs. Le pays a laissé ses frontières ouvertes aux visiteurs étrangers.
Dubaï est devenu, avec des dizaines de milliers de prostituées, une destination de tourisme sexuel.
Le tourisme à Dubaï s'adresse à une clientèle aisée et n'est donc pas un tourisme de masse. Le coût de la vie est très élevé à Dubaï, où pratiquement tout doit être importé, surtout les biens de première nécessité, dont la nourriture, le pays étant désertique.

## Reconversion et abus des droits de l'Homme
Afin de mener à bien la politique de reconversion de l'économie de Dubaï vers les nouvelles technologies, le commerce et le tourisme (ou les deux dans le cadre du festival de shopping de Dubaï), le gouvernement s'efforce d'attirer capitaux et entreprises tout en maintenant une politique de grands travaux, à l'origine de nombreux complexes urbains, hôteliers ou balnéaires. Le gigantisme et le caractère novateur de ces réalisations tournent les regards du monde entier vers l'émirat et forcent sa renommée.
Les constructeurs sont le plus souvent Nakheel, DAMAC ou Emaar Properties, groupes bien implantés dans l'émirat et aux visées maintenant internationales. Certains projets importants tels que le Business Bay (achevé en 2018) ou Ski Dubaï (ouvert en 2005) ont été conduits. D'autres projets avortent mais ils sont toujours source d'une publicité dont se nourrit la cité-État. Dubaï a développé des quartiers spécialisés dans plusieurs domaines : la Dubai Healthcare City (ar) est une zone franche médicale destinée à attirer les meilleures institutions de santé et proposer des soins de très haut niveau ; Dubai Media City et Dubai Internet City (ar) sont des zones libres où se sont installées de grandes sociétés des médias (MBC, CNN, Yahoo!, Reuters et AP) et d'informatique (EMC Corporation, Oracle, Microsoft et IBM) ; Dubiotech (ar) est spécialisé dans les recherches biologiques ; et l'Humanitarian City accueille dans un centre différentes organisations non gouvernementales ainsi que l'UNOPS, un organisme des Nations unies. Le développement de ces quartiers vise à donner à Dubaï une certaine reconnaissance internationale et de devenir un lieu de décision important.
La ville accueille depuis plusieurs années différents événements, dont le festival de shopping de Dubaï (ou DSF), le salon technologique Gitex ou le Dubaï Air Show, qui ont un impact très favorable sur la consommation et les investissements.
Les ouvriers étrangers (Pakistanais, Indiens, Chinois, etc.) employés pour construire ces complexes sont souvent à la merci des entrepreneurs. Ces travailleurs immigrés représentent 90 % de la main d'œuvre dans le secteur privé, et, pour veiller aux conditions de travail, les Émirats ont mis 80 inspecteurs pour surveiller 200 000 sociétés. Cette situation tenait notamment à la réglementation sur le sponsorship (kafala, à l'origine une procédure alternative à l'adoption). L'employeur est l'intermédiaire obligé pour permettre à ses employés étrangers d'obtenir un permis de travail et un titre de séjour, il a donc seul la relation avec les ministères de l'Immigration et du Travail et il lui arrive de conserver le passeport de ses employés, ce qui peut donner lieu à des abus. En outre, les travailleurs ne sont pas autorisés à former un syndicat ou à y adhérer, à mener des négociations collectives, à faire grève ou à exercer leurs droits de réunion pacifique, d'association et de protestation.
L'exploitation des ouvriers du bâtiment a atteint son paroxysme lors de la crise financière qui a frappé Dubaï à partir de 2008, puisque certaines entreprises ont cessé de payer le salaire de leurs ouvriers pendant plusieurs mois. Sous la pression du Conseil des droits de l'homme des Nations unies, les Émirats arabes unis ont adopté un système de protection des salaires (Wage Protection System) contraignant l'employeur à verser les salaires de ses employés par le biais d'une réglementation impliquant le ministère du Travail et éventuellement la banque de l'employeur. D'après la réglementation locale, les ouvriers ne peuvent travailler par une température supérieure à 50 °C, mais la température est prise à l'ombre ; il arrive donc qu'elle dépasse les 55 °C sans que le travail soit interrompu.
Des militants des droits de l'homme ont averti que l'Irlande devrait être prudente dans la poursuite d'un accord bilatéral d'extradition avec Dubaï afin que les dirigeants du cartel de Kinahan répondent de leurs actes devant la justice. Le groupe de campagne Detained in Dubai (en) a appelé l'Irlande à signer un accord bilatéral d'extradition avec les Émirats arabes unis après que les forces de polices irlandaises ont visité ce pays pour demander l'expulsion de membres haut placés du cartel de Kinahan.
FairSquare, un groupe de recherche et de défense des droits de l'homme, a obtenu des preuves que plus d'une douzaine de travailleurs migrants d'Afrique et d'Asie ont travaillé à l'extérieur dans trois sites COP28 début septembre 2023 alors que les températures atteignaient 42 °C à Dubaï. Ce même mois, les migrants travaillaient dans une chaleur extrême et une humidité pendant deux jours différents lors de « l'interdiction de midi ».
Dubaï est devenu un centre mondial pour les influenceurs, qui présentent le style de vie luxueux de la ville. Cependant, un aspect troublant de cette culture d'influenceurs a émergé, où certaines personnes financent leur mode de vie somptueux en s'engageant dans des rencontres sexuelles rémunérées. Ces influenceurs reçoivent des messages directs sur Instagram, organisent des réunions et sont récompensés par des vols, des bijoux, de l'argent et d'autres avantages.
Le défenseur des droits de l'homme, Radha Stirling, a déclaré que Dubaï était "très dangereux" pour les femmes ayant des pannes conjugales. Le cas de la victime irlandaise de violence domestique Tori Towey en juillet 2024, qui a été criminalisé par les autorités de Dubaï, souligne le contraste frappant entre l'image glamour de Dubaï promu par les influenceurs et les réalités plus sombres de la ville. Ces réalités comprennent l'exploitation et les préjudices contre les femmes, les homosexuels, les travailleurs migrants et les victimes de violences sexuelles et de genre.
En juin 2025, un incendie majeur a éclaté dans le bâtiment résidentiel Marina Pinnacle, une tour de 67 étages à Dubaï. Bien que près de 4000 résidents aient été évacués en toute sécurité, l'incident a poussé les autorités à lancer une campagne contre les appartements partitionnés afin de réduire les risques d'incendie. Cependant, la répression du gouvernement a entraîné l'expulsion de plusieurs travailleurs migrants, sans solution pour des logements légaux et abordables. Les prix de l'immobilier dans la ville augmentaient continuellement en raison de l'afflux de professionnels étrangers fortunés,.

### Haut lieu de la criminalité financière
Du fait de sa forte influence récente dans la finance et de par son caractère de paradis fiscal, Dubaï est devenue une grande place financière offshore, accusée de faciliter le blanchiment d'argent, notamment pour les riches de Chine, de Russie et d'Afrique, profitant de « la complaisance et, parfois, la criminalité manifeste du secteur financier formel », y compris avec des réseaux européens de blanchiment comme l'ont aussi montré les révélations des « Dubaï Papers ».
Selon le chercheur Mehdi Derfoufi, « Dubaï est devenue aux yeux de certains, depuis le début des années 2000, le symbole d'une utopie délétère, laboratoire du capitalisme néolibéral triomphant. Les séjours des stars sportives à Dubaï sont souvent médiatisés au prisme des clichés d'un mode de vie « jet-set », érigé en symbole de la réussite sociale et matérielle. Pour Mike Davis, Dubaï est certes l'incarnation des valeurs du capitalisme néolibéral, mais surtout l'image du monde futur où les logiques financières et l'accroissement des inégalités se déploient dans un contexte sécuritaire et autoritaire. »
En juillet 2020, la Fondation Carnegie pour la paix internationale publie un rapport selon lequel Dubaï serait impliquée dans la corruption mondiale, devenant une destination attrayante pour l'argent sale. Plusieurs acteurs corrompus et criminels du monde entier opéraient via ou depuis Dubaï, notamment les blanchisseurs d'argent européens, les gangsters russes, les chefs de guerre afghans, les contrevenants aux sanctions iraniens, les kleptocrates nigérians et les contrebandiers d'or et de diamants de plusieurs zones d'Afrique,.
En mai 2022, l'OCCRP a publié un rapport, Dubai Uncovered, qui décrit la réputation de Dubaï comme paradis fiscal, destination pour de l'argent illicite et centre pour le blanchiment d'argent. Une fuite récente des données immobilières de Dubaï a révélé combien d'étrangers ont investi dans les appartements et les villas de la ville. Les résidents ou les investisseurs légitimes constituent la grande majorité de la population. Cependant, selon des journalistes, de nombreux propriétaires immobiliers de Dubaï ont été accusés ou reconnus coupables de crimes ou sont soumis à des sanctions internationales. Plus de 100 membres de l'élite politique de la Russie, des fonctionnaires et des entreprises liés au Kremlin, figurent sur la liste, ainsi que des dizaines d'Européens accusés de blanchiment d'argent et de corruption. Plusieurs personnalités politiques et législateurs européens ont été accusés d'avoir abusé de fonds publics, et d'autres n'ont pas signalé leurs résidences à Dubaï,.

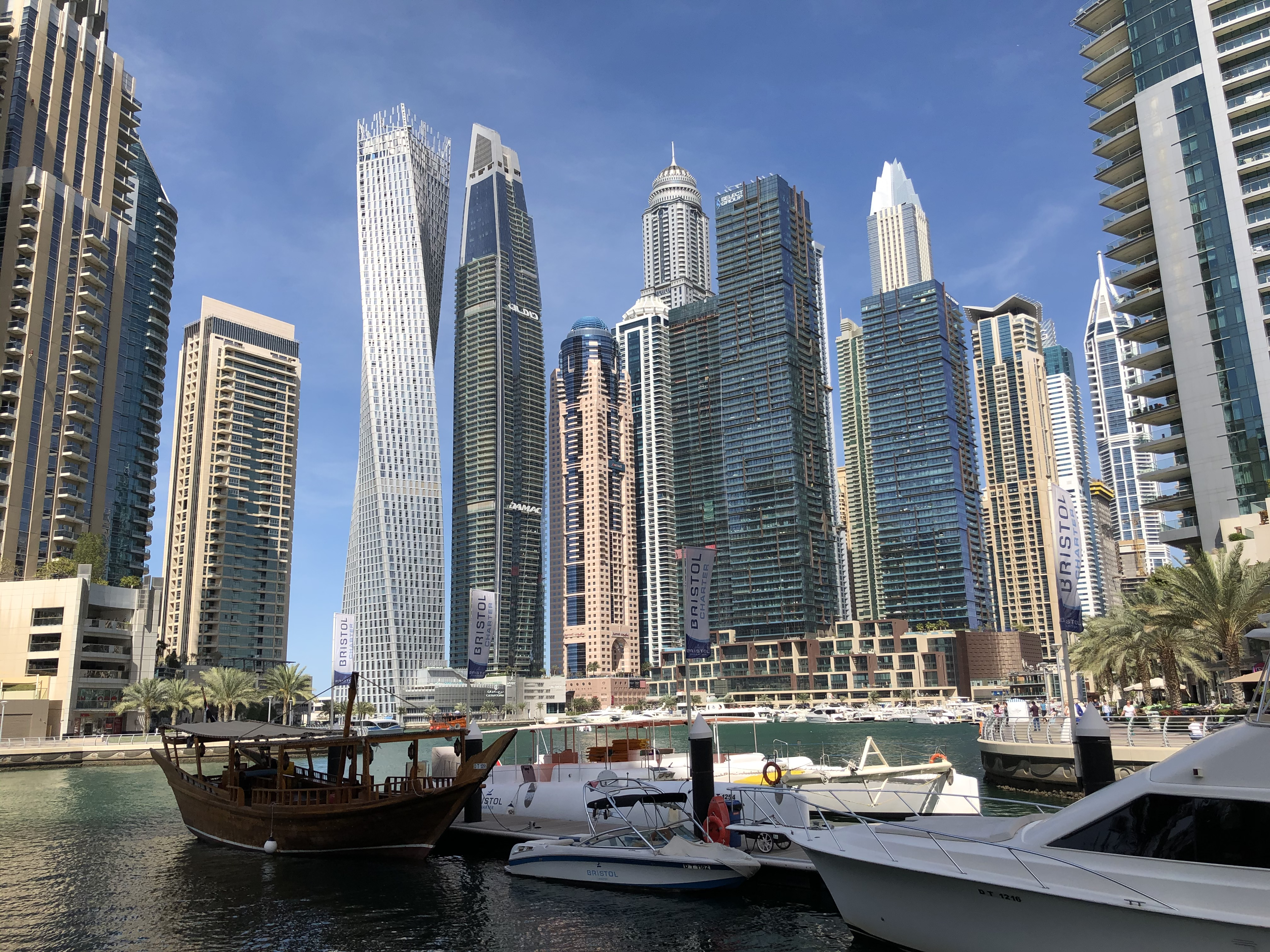
La Dubaï Marina.

Au cœur de la lutte contre le groupe de crime organisé Kinahan Organised Crime Group (en), créé par Christy Kinahan dans les années 1990, les Émirats arabes unis ont été ajoutés à la liste noire de l'UE pour blanchiment d'argent. Il a aussi été révélé que Christy Kinahan vit à Dubaï avec ses fils depuis plusieurs années et qu'ils y ont des intérêts commerciaux et immobiliers importants. À la suite d'une enquête combinée de plus de vingt médias européens, dont l'Irish Times, sur l'utilisation de Dubaï comme centre d'investissement des criminels, des oligarques et des politiciens, les Émirats arabes unis ont été placés sur une liste noire.
En décembre 2023, une enquête du journal Le Monde révèle que la ville de Dubaï se trouve au cœur de la stratégie de certains cartels mexicains de drogues qui utilisent Dubaï comme un paradis fiscal pour blanchir de l'argent issu de la vente de stupéfiants, comme le fentanyl, qui a coûté la vie à plus de 110 000 personnes aux États-Unis en 2022.
Lors d'une enquête menée par le Organized Crime and Corruption Reporting Project (OCCRP) et le Norwegian outlet E24, de nombreux documents du registre foncier de Dubaï ont été analysés pour révéler un aperçu détaillé de la propriété des propriétés à Dubaï par des milliardaires. L'enquête a découvert 76 propriétés d'une valeur de plus de 600 millions de dollars, détenue par 22 milliardaires et leurs proches. Ces résultats faisaient partie du Dubai Unlocked Project, une initiative de rapport collaborative qui a utilisé des données divulguées pour présenter un aperçu complet de centaines de milliers de propriétés à Dubaï, y compris des détails sur leur propriété et leur utilisation, principalement des années 2020 et 2022.
Selon un rapport de Radio Zamaneh en mai 2024, plus de 7 000 Iraniens, dont des condamnés et certains avec des liens avec l'État, possèdent ce que les experts estiment être des milliards de dollars de biens à Dubaï.
L'enquête «Dubai Uncovered» en août 2024 a exposé comment les criminels du monde entier ont utilisé les ÉAU comme paradis pour blanchir des fonds illicites et échapper aux forces de l'ordre. Les autorités locales sont souvent complices de ces activités, une vulnérabilité qui a été exploitée par la Camorra, la notoire mafia napolitaine.

### Shopping
Dubaï est l'une des capitales du monde du shopping : elle jouit d'une renommée internationale pour ses centres commerciaux gigantesques et ses souks populaires. Le shopping à Dubaï serait l'une des distractions préférées des touristes venus de pays voisins ou plus lointains (Europe de l'Est, Afrique et sous-continent indien).
Chaque année pendant un mois, Dubaï vit à l'heure du carnaval alors que le Dubai Shopping Festival se déroule dans la ville. En 1996, créé par le gouvernement, le festival du shopping était un événement de promotion du commerce dans l'émirat. Peu à peu, il est aussi devenu une manifestation culturelle offrant divers spectacles et événements. Le beau temps, les nombreuses festivités, les feux d'artifice et les ventes sont parmi ses atouts, mais c'est autour de l'environnement kitsch du Global Village que l'on s'amuse le plus. On peut ici choisir entre l'opéra chinois et les derviches tourneurs, tout en savourant de la cuisine bavaroise avant d'acheter de la poterie tunisienne. Les magasins affichent des soldes exceptionnels sur tous leurs produits dans plus de 40 centres commerciaux dispersés dans la ville. En 2009, le festival s'est déroulé du 15 janvier au 15 février[réf. nécessaire].

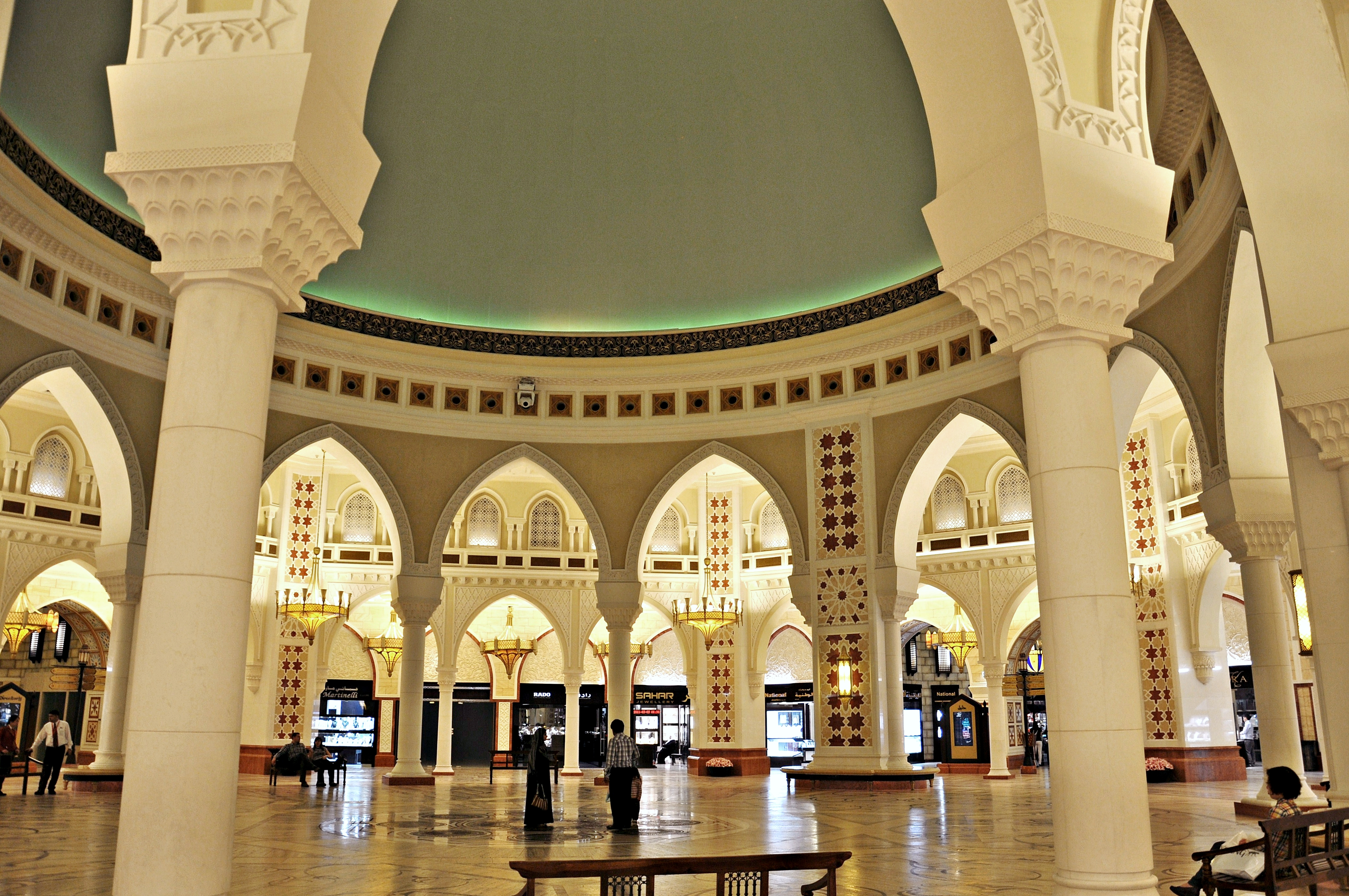
Le souk de l'or du Dubai Mall.

Les nombreux centres commerciaux à Dubaï sont tous plus extravagants les uns que les autres. Modernes et luxueux, leur décoration est soignée et recherchée. Leurs « cours » centrales, agrémentées de fontaines ou de charrettes de souvenirs, s'efforcent d'évoquer des places de village. Les acheteurs peuvent s'installer à une terrasse de café entre deux emplettes ou déjeuner dans l'un des restaurants. On y trouve absolument tout et nul besoin d'en sortir : restaurants, salons de beauté et de remise en forme, parcs d'attractions, patinoire, cinéma, pistes de ski, salles de prières, parkings, etc., sont là pour satisfaire à tous les désirs[non neutre]. Il leur est reproché d'encourager le comportement d'achat impulsif.

### Promotion immobilière
Situé sur une île artificielle à 280 mètres de la plage et culminant à 321 mètres, l'hôtel Burj al-Arab est le deuxième hôtel le plus élevé du monde après les tours Abraj Al Bait situées à La Mecque. Reconnaissable à sa forme imitant une voile de voilier, il fut achevé en 1999 et ne comporte aucune chambre, mais uniquement des suites dont la nuitée varie entre 1 000 et 28 000 US$.
Ski Dubaï est une piste de ski intérieure d'environ 400 mètres de longueur attenante au centre commercial, le Mall of the Emirates, et à l'hôtel Kempinski.
Le Dubaïland est le projet de création d'un ensemble de parcs à thèmes, situé à proximité de l'Arabian Canal. Il accueillera le Mall of Arabia (ar), un immense centre commercial.
Annoncé le 1er mai 2006 par le gouvernement, le projet Bawadi prévoit d'amener le nombre de lits d'hôtel dans l'émirat à 29 000, doublant ainsi la capacité hôtelière actuelle. Pour cela, une enveloppe de 27 milliards de US$ est allouée à ce projet, dont le plus grand complexe sera l'Asia avec 6 500 chambres, soit le plus grand hôtel du monde.

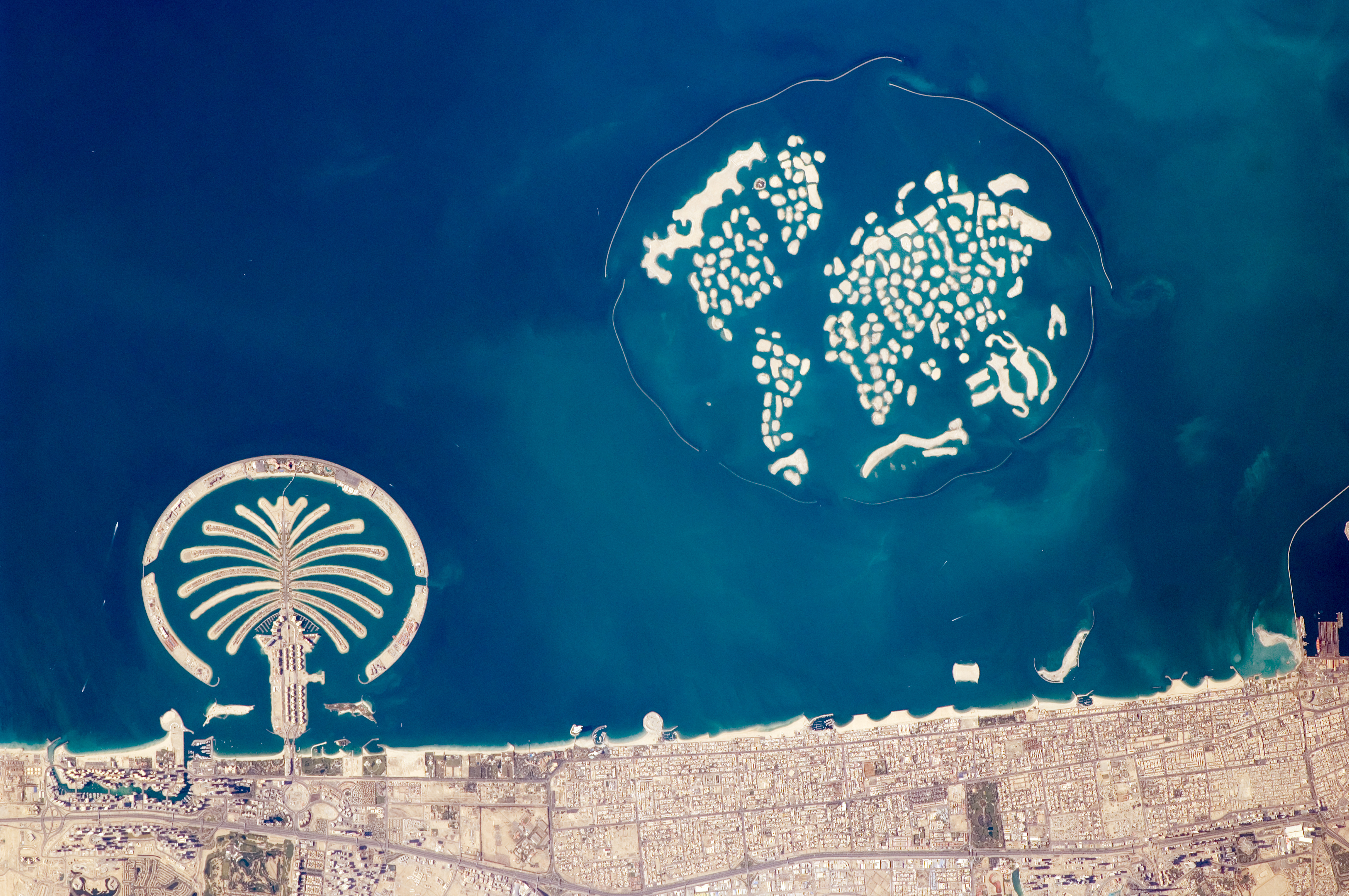
Dubaï Palm et the World.

The Palm, ou Palm Islands, est sans conteste le projet le plus grand et le plus médiatisé lancé par l'émirat. Il s'agit de la construction de trois ensembles balnéaires, résidentiels et touristiques de luxe sur des terres et des îles en forme de palmier entièrement gagnés sur la mer. Les trois « palmiers » porteront le nom de Jumeirah, Jebel Ali et Deira. La fin des travaux est prévue en 2013 pour l'ensemble. Chaque palmier est composé d'un tronc central accueillant des infrastructures de transport, des commerces, des services, des attractions touristiques et de loisir, des immeubles résidentiels. À partir de ce tronc rayonne un certain nombre de « palmes » abritant résidences de luxe, attractions touristiques et centres de loisir. Chaque ensemble est ceinturé par une digue de protection contre la houle, assurant la pérennité de ces constructions réalisées en grande majorité à partir de sable prélevé au fond de la mer. Le projet, bien avancé, verra l'ouverture du premier palmier, Jumeirah Palm, en 2007. Jebel Ali Palm suivra quant à lui un peu plus tard et Deira Palm en dernier, la construction ayant pris du retard en raison de problèmes techniques et de modifications de conception.
L'archipel The World est un autre projet de construction d'îles dont la disposition les unes par rapport aux autres imitera un planisphère avec chaque continent, le tout ceinturé par une digue de protection. La construction a commencé en 2003. Une première île témoin (appartenant à l'ancien pilote F1 Michael Schumacher) avec maison, jardin luxuriant et ponton d'accostage a été fabriquée. Au total, ce sont quelque 250 à 300 îles qui devaient être livrées en 2011, mais le projet est actuellement[Quand ?] abandonné en raison de la crise financière mondiale. De plus, l'érosion due aux vagues a commencé de saper les fondations des îlots déjà construits.
Le Dubaï Waterfront est un projet à cheval sur la mer et la terre. Il s'agit de créer un immense quartier résidentiel et hôtelier sous la forme d'une gigantesque marina comportant des commerces et des loisirs au pied de Jebel Ali Palm et au début de l'Arabian Canal, un bras de mer de dix kilomètres de long creusé dans le désert.
Le projet prévoit le creusement de canaux sur la côte et la création d'îles contournant Jebel Ali Palm en formant une baie. En son sein se trouvera le Dubai Mall, le plus grand centre commercial du monde. La fin des travaux est prévue en 2014.
La Dubaï Marina est le projet de création d'un bras de mer de dix kilomètres de long dans le désert entouré d'immeubles résidentiels et d'hôtels. Le projet, développé par Emaar Properties, comprendra à son achèvement plus de 200 immeubles. D'une surface de 4,9 millions de mètres carrés, elle sera la plus grande marina au monde, une fois achevée aux alentours de 2011.
La tour Burj Khalifa est la tour la plus haute du monde avec ses 828 mètres de hauteur et ses 211 étages. La construction a commencé en 2004 et l'inauguration a eu lieu en 2010. Elle était déjà la plus haute construction humaine depuis début 2008 (dépassant les 646 m de l'antenne radio Warszawa en Pologne, détruite en 1991).

### Projets
Nakheel Tower (ex-Al Burj ou Tall Tower) était le projet de construction d'une tour d'une hauteur dépassant le kilomètre. Située entre Dubai Marina et Ibn Batuta, ses travaux de préparation des sols commencèrent en janvier 2008. Projet plusieurs fois déplacé, il était prévu initialement sur Palm Jumeirah puis sur le Waterfront. Ce dernier site fut rejeté car la tour se trouverait alors dans l'axe des pistes du futur aéroport de Jebel Ali,. La fin des travaux était prévue en 2014.
En janvier 2008, la société Nakheel a annoncé la naissance prochaine d'un projet appelé « The Universe ». Il s'agit d'un archipel artificiel reproduisant les formes du soleil, de la lune et des planètes du système solaire. Ce projet, dont ni le coût, ni la date de fin des travaux n'ont été communiqués, arrive alors que « The World » est en cours d'achèvement. Il s'agit de la création de 300 îles artificielles au large des côtes. Ces îles, dont les formes représentent les pays du monde et qui abriteront résidences secondaires et hôtels de luxe, couvrent 5,5 millions de mètres carrés. Début des travaux en 2009 pour une fin prévue en 2015.
Annoncé le 6 avril 2008 et présenté lors du salon immobilier du Moyen-Orient, le promoteur émirati Nakheel a en projet un gratte-ciel culminant à plus de 1 000 m, soit 60 étages de plus que la tour Burj Dubaï. Il aurait dû atteindre, selon certaines sources, 1 200 m de haut et serait ainsi devenu la plus haute tour du monde. Elle faisait partie d'un projet de 61 milliards de dollars, intégré à celui de Dubai World. Le marché pour les fondations fut attribué à la société française Soletanche Bachy, leader mondial. Les travaux commencèrent en janvier 2008 mais furent arrêtés fin janvier 2009.
Dubai Sports City voit le début des travaux en 2007 pour une fin estimée en 2013.
Lyon Dubaï City est un projet de grande ampleur consistant, d'ici fin 2009, à reconstituer des quartiers typiques de la ville de Lyon en plein cœur de Dubaï. Plus qu'un simple projet immobilier, Lyon Dubaï City permettra également la mise en place de partenariats culturels (universités, école hôtelière, sports...). Le projet semble abandonné pour des raisons financières.
Annoncé en juin 2008 par la société Rotating Tower Dubai Development Ltd., un gratte-ciel en rotation permanente et dont les différents étages pivotent sur eux-mêmes. Via un simple bouton ou oralement, les habitants de cette tour dynamique pourront déterminer la vitesse de rotation et la direction que doit prendre l'étage de leur appartement. Cet immeuble de 80 étages et 420 mètres de hauteur, outre son architecture révolutionnaire, est également écologique. Les 79 éoliennes horizontales, installées entre chaque étage, produiront l'énergie nécessaire aux résidents et peuvent même fournir les voisins du quartier en électricité. Début des travaux fin 2008 pour une prévue ouverture en 2010. Les appartements (de 125 m2 à 1 200 m2) seront commercialisés à 30 000 dollars le mètre carré.
Fin 2009, la dette totale de Dubaï était estimée entre 80 milliards et 90 milliards de dollars, dont 70 milliards de dollars à la charge des compagnies publiques. À lui seul, Dubaï World totalise 59 milliards de dollars de ce montant. Le pays a demandé un moratoire, très mal vu par les agences de notation.

#### Exposition universelle de 2020
Quelque 20 membres du Parlement européen ont appelé à un boycott de l'exposition universelle de Dubaï 2020 en raison de la détention d'Ahmed Mansoor, un activiste des droits de l'homme émirati. En outre, en 2019, l'Organisation des droits de l'homme a déclaré sur les médias sociaux que « les travailleurs étrangers continuent de souffrir d'exploitation et d'abus, y compris des retards, voire non-paiement des salaires ; mais limite également leur mobilité, leurs conditions de travail précaires et dangereuses et leur stress physique considérablement accentué par des conditions climatiques de chaleur exceptionnelle ».
Le 2 octobre 2021, trois travailleurs sont morts et 72 ont été gravement blessés au chantier de construction Expo 2020 à Dubaï. Ces chiffres ont été rendus publics après que le Parlement européen a appelé à un boycott de la foire mondiale, citant des préoccupations des droits de l'homme aux EAU, comprenant le traitement « inhumain » des travailleurs étrangers.

## Économie

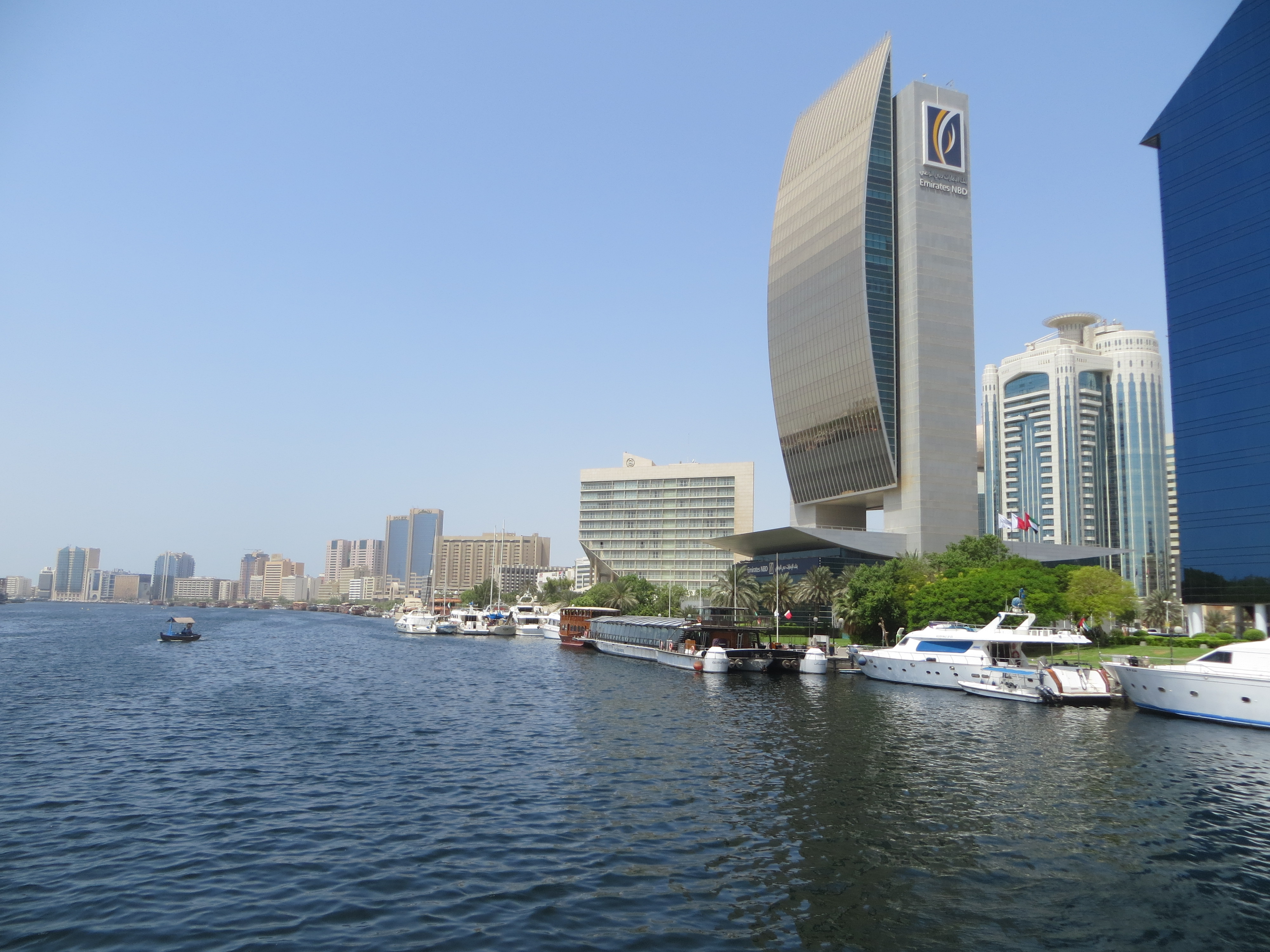
Siège de National Bank of Dubai.

Le 27 décembre 2020, l'émirat de Dubaï a annoncé un budget en baisse pour 2021 en raison de la pandémie de Covid-19, notamment sur les principaux secteurs du tourisme et des services. Le gouvernement a estimé le déficit économique à environ 1,1 milliard d'euros en 2021 contre 574 millions d'euros l'année précédente.
En juillet 2020, un rapport publié par Swissaid, a dénoncé le commerce de l'or entre Dubaï et la Suisse. Les documents ont révélé que des entreprises de Dubaï, incluant Kaloti Jewellery International Group et Trust One Financial Services (T1FS), ont obtenu de l'or de pays africains pauvres comme le Soudan. Entre 2012 et 2018, 95 % de l'or du Soudan se sont retrouvés dans les EAU. L'or importé du Soudan par Kaloti l'était de mines contrôlées par les milices responsables des crimes de guerre et des violations des droits de l'homme dans le pays. La plus grande raffinerie mondiale en Suisse, Valcambi, a été dénoncée par Swissaid d'importer l'or de ces entreprises dubaïotes. En 2018 et 2019, Valcambi a reçu 83 tonnes d'or des deux sociétés,. Dans une lettre du 11 octobre 2021, le Secrétariat de l'État de la Suisse aux Affaires économiques a demandé aux raffineries d'or du pays de contrôler les importations sur les importations des Émirats pour s'assurer de la présence ou non de lingots africains illicites. La Suisse a importé un volume élevé des EAU, estimé à 10 % des importations totales de l'or suisse en 2021. Les raffineries étaient tenues d'identifier le pays d'origine de l'or provenant des EAU.
Le 1 % des Dubaïotes les plus riches concentrent 50 % de la richesse nationale. Par contraste, 88 % de la population (qui sont des migrants) travaillent 12 heures par jour, 6 jours sur 7 pour l'équivalent de 170 $ par mois.

## Santé
- Hôpital Rachid de Dubaï

## Lieux et monuments

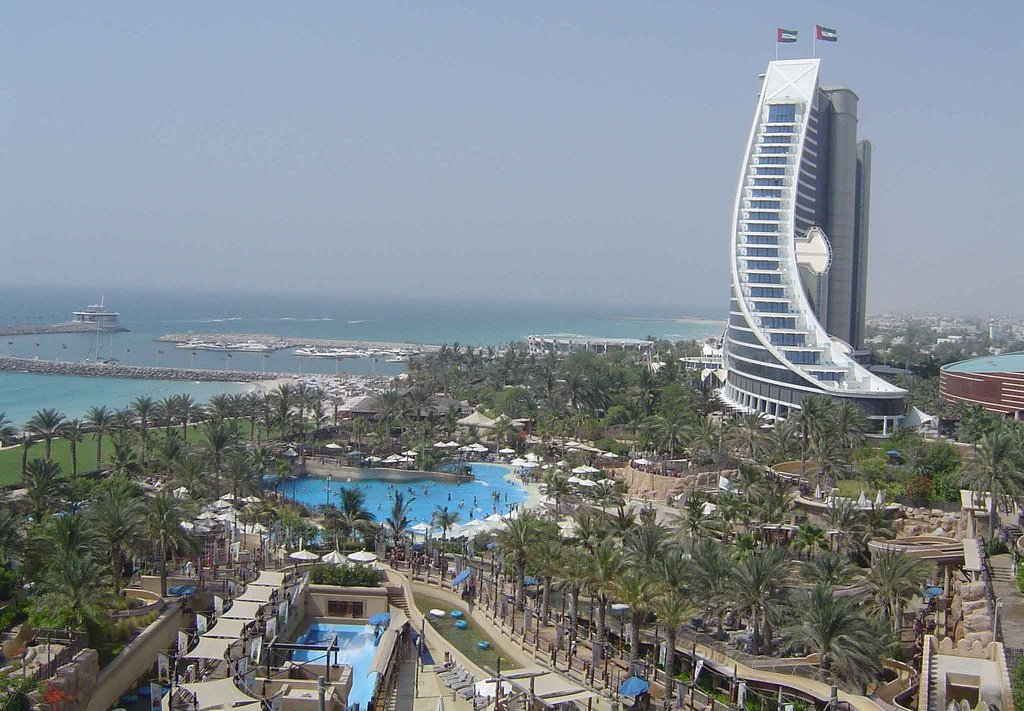
L'hôtel Jumeirah Beach et Wild Wadi Water Park.

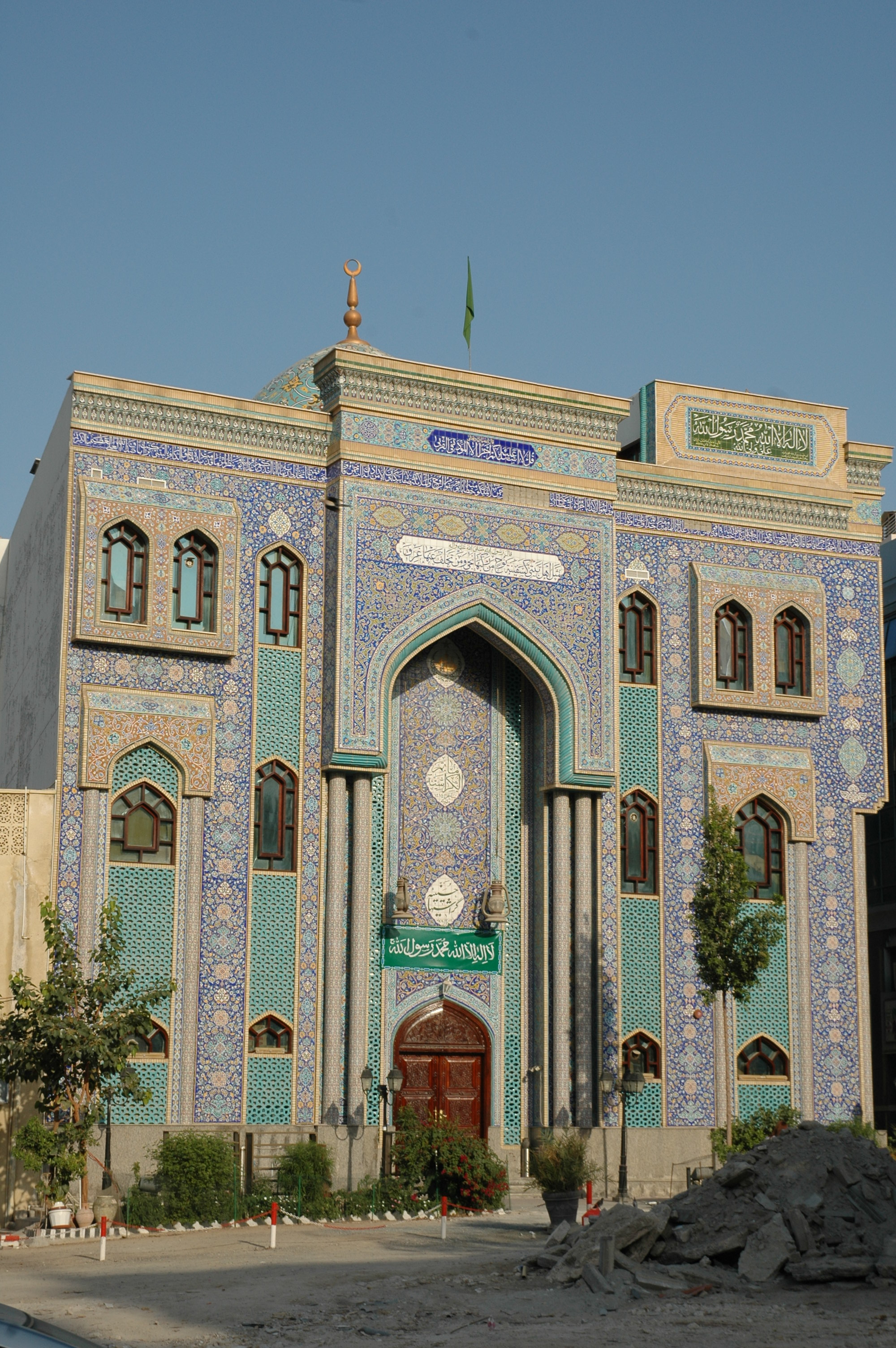
La mosquée iranienne Hosainia

La Burj al-Arab est l'hôtel le plus luxueux de Dubaï, inauguré en 1999.
Le parc Zabeel, situé au cœur de Dubaï, offre de vastes étendues de pelouses, des jardins thématiques et des aires de loisirs modernes. Ce parc emblématique, crée en décembre 2005, reflète l'engagement de Dubaï à offrir des espaces verts de qualité, mêlant nature et technologie dans un cadre urbain dynamique.
La Palm Jumeirah, une île artificielle en forme de palmier au large de Dubaï, est devenue un symbole d'opulence et d'innovation. Depuis sa première phase de livraison de villas en 2006, elle a connu un boom immobilier, qui attire des investisseurs du monde entier par des villas luxueuses, des hôtels de renommée internationale comme Atlantis et des résidences exclusives.
Construite en 2009, la Burj Khalifa, par ses 164 étages et ses 828 mètres, est la plus haute tour du monde.
Le Dubai Frame représente un cadre photo géant d'une hauteur de 150 m avec point de vue.
Les plages qui bordent la côte.

## Jumelages
- Istanbul (Turquie) depuis 1997[61] ;
- Casablanca (Maroc) ;
- Détroit (États-Unis) depuis 2003[62] ;
- Dundee (Royaume-Uni) depuis 2004 ;
- Gold Coast (Australie) depuis 2001[63] ;
- Shanghai (Chine) depuis 2009[64] ;
- Pyongyang (Corée du Nord) ;
- Khartoum (Soudan).